# Асинга, Томми
Томми Асинга (нидерл. Tommy Asinga, род. 20 ноября 1968 года, Мунго, Суринам) — суринамский легкоатлет, специализировавшийся на дистанции 800 метров. Участник трёх Олимпиад, знаменосец 

## Карьера
С 1991 по 1994 годы Томми Асинга тренировался в США, выступая за Университет Восточного Мичигана.
В 1988 году Асинга принял участие в Олимпийских играх в Сеуле в беге на 800 метров. Совершив фальстарт в отборочном забеге, спортсмен получил дисквалификацию и не смог продолжить участие в соревновании.
В 1991 году на Панамериканских играх, проходивших в Гаване, с результатом 1:47,24 Асинга завоевал бронзовую медаль на дистанции 800 метров.
Спустя год он участвовал на Олимпийских играх в Барселоне, где смог достичь стадии полуфинала в забегах на 800 метров. Кроме того, на этих Играх Асинга являлся знаменосцем делегации Суринама на церемонии открытия.
На Олимпийских играх 1996 года в Атланте он также принял участие в соревнованиях в беге на 800 метров, однако не смог преодолеть стадию квалификации.
После окончания Университета Восточного Мичигана Асинга поступил в ветеринарную школу университета Таскиги и в настоящее время является практикующим ветврачом.